# Adam Raga
Adam Raga Sans (Ulldecona, 6 aprile 1982) è un pilota motociclistico spagnolo ritiratosi dall'attività agonistica, specialista nel trial.

## Carriera

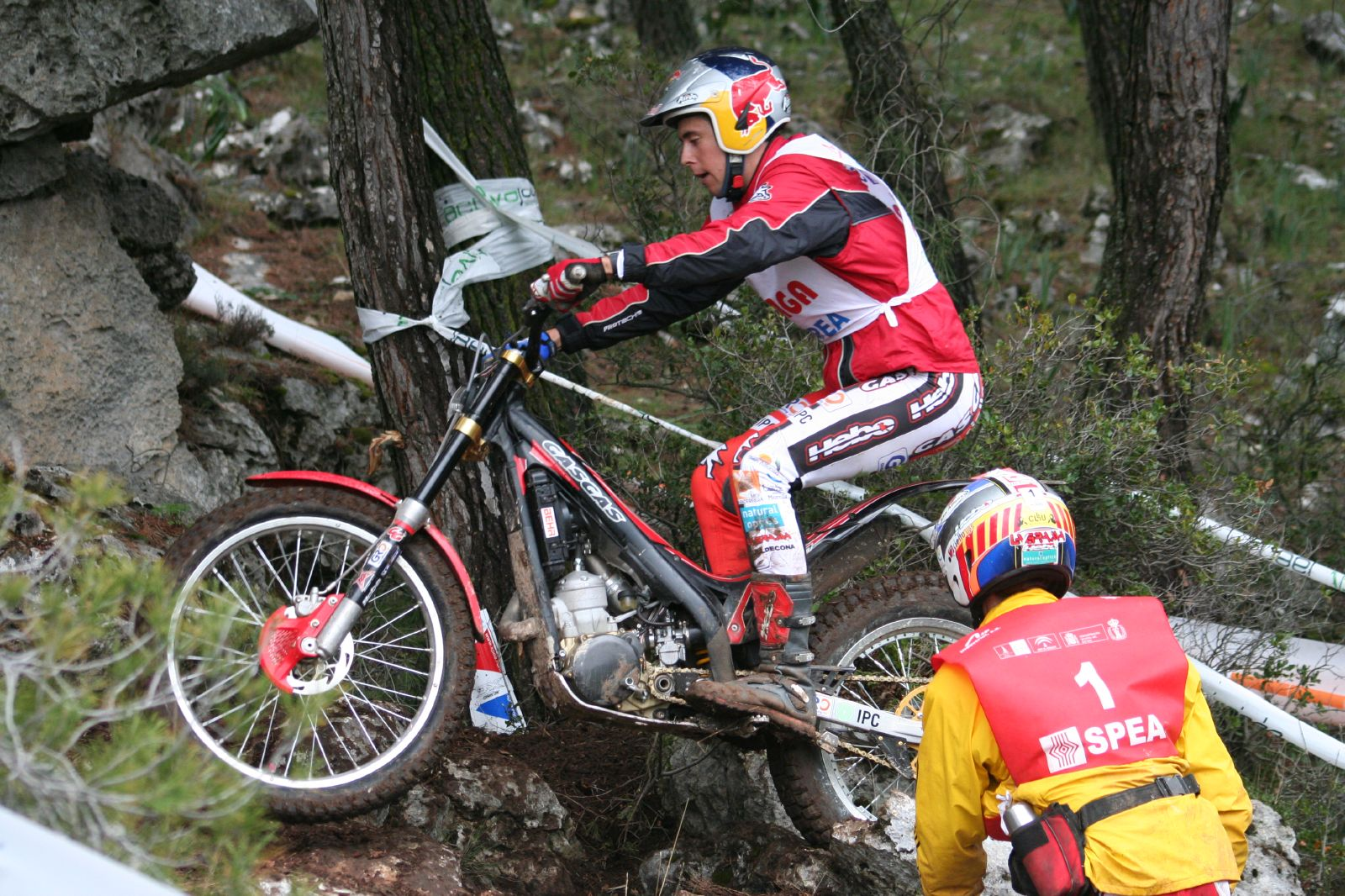
Raga in sella alla Gas Gas durante una prova del campionato mondiale Trial 2007.

Pupillo di Jordi Tarrés (trialista più titolato della storia insieme a Dougie Lampkin) e da questi allenato, Adam Raga ha raggiunto il primo successo importante nel 1997, conquistando a quindici anni il titolo nazionale spagnolo junior della specialità. Dall'anno successivo inizia la sua carriera anche in campo internazionale, con la partecipazione iniziale alle gare del campionato europeo e, dal 2000, anche a quelle del campionato mondiale di trial. Nel 2001 entra a far parte della squadra nazionale spagnola che partecipa al Trial delle Nazioni e ottiene il primo dei suoi sette successi in questa manifestazione.
In seguito ha vinto per quattro anni consecutivi, dal 2003 al 2006, il titolo di campione del mondo nella specialità di trial indoor. Nel 2005 e nel 2006 ha vinto anche il campionato del mondo outdoor. Negli anni successivi ha invece ottenuto vari secondi posti finali nelle classifiche sia indoor che outdoor, sempre alle spalle del connazionale Toni Bou.
Ha corso dall'inizio della carriera fino al 2015 per la casa motociclistica spagnola Gas Gas. Da questa stagione invece è in sella alla TRS, una casa motociclistica spagnola diretta da Jordi Tarrés. Ad inizio 2025, dopo ventisette anni di professionismo attivo. annuncia il suo ritiro dalle competizioni.